# Arluno
Arluno là một đô thị ở tỉnh Milano ở vùng Lombardia, khoảng 20 km về phía tây của Milano. Đến thời điểm 31 tháng 12 năm 2004, dân số đô thị này là 10.424 người, diện tích là 12,4 km².
Arluno giáp các đô thị:: Parabiago, Nerviano, Pogliano Milanese, Casorezzo, Vanzago, Ossona, Sedriano, Santo Stefano Ticino, Vittuonevà Corbetta.